# Santo Ângelo
Santo Ângelo es un municipio brasileño en el estado de Río Grande del Sur.
Su población estimada para el año 2004 era de 79.086 habitantes. Ocupa una superficie de 676,60 km².

## Historia
Santo Ângelo formó, con el nombre de Santo Ángel Guardián de las Misiones una reducción y ciudad parte de los llamados "Siete Pueblos de las Misiones" y sus orígenes se remontan al periodo español, siendo poblados creados entre los siglos XVII y XVIII por padres jesuitas españoles en los actuales territorios de Brasil, Argentina y Paraguay.
La ciudad fue fundada en el año 1706 por el padre misionero jesuita Diego Haze, de la Compañía de Jesús. Obtuvo grande crecimiento económico y cultural, llegando a los 8000 habitantes en su apogeo.
Destruida por los portugueses en el 1756 con la llamada Guerra Guaranítica, la región fue abandonada por casi cien años siendo entre 1811 a 1821 parte del campo de batalla entre las tropas al  misioneras al mando de Andrés Guazurary contra los lusobrasileros, a fines de la guerra argentino-brasilera fue reconquistada por los rioplatenses pero tras la Convención Preliminar de Paz quedó en poder brasileño. Por el año 1830 se comenzó la reconstrucción de la región aunque ésta se demoró hasta ser eliminada por Brasil la República Riograndense.
En el final del siglo XIX gran cantidad de inmigrantes llegaron a Santo Ângelo. Alemanes, italianos, polacos, rusos, neerlandeses y letones, entre otros grupos venidos de Europa.
Durante el siglo XX entre los años 1930 y 1979, la ciudad presentó un gran crecimiento económico e industrial, pasando a tener más de 90 mil habitantes. Por los años 1980 la quiebra de varias industrias provocó la emigración de casi un 10% de su población.
En el final de los años 1990, la ciudad comienza un nuevo proceso de "resurrección". La población llegó a los 75 000 habitantes, debido a la reapertura de algunas industrias y nuevas inversiones, destacándose el campo educativo, con la apertura de una universidad y un centro universitario, totalizando aproximadamente 4 000 universitarios.

## Geografía

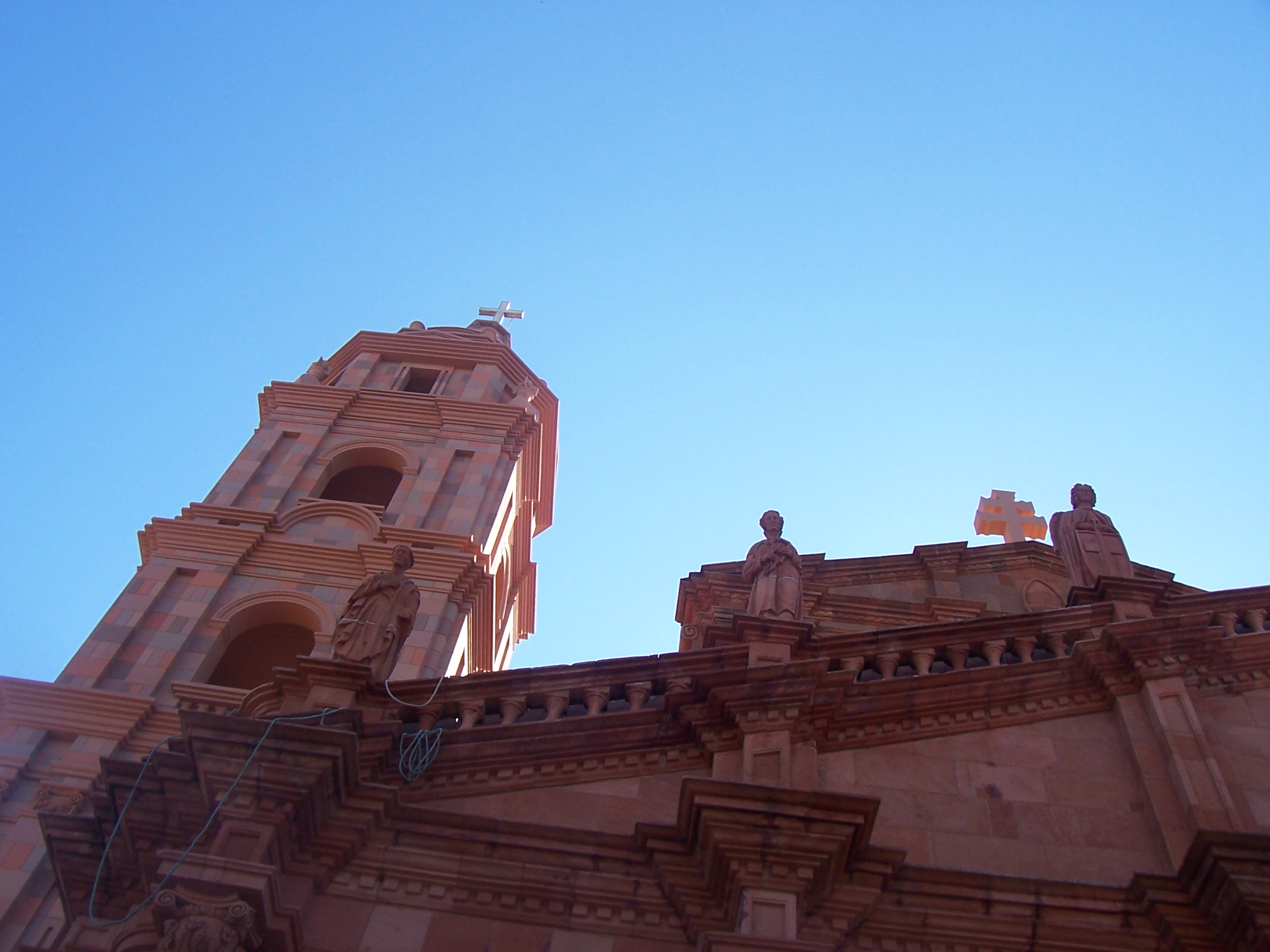
Catedral Angelopolitana, atracción principal de la ciudad.

Santo Ângelo se sitúa al oeste de la meseta riograndense, en la zona de las antiguas misiones jesuíticas, a orillas del río Ijuí. Está a 459 km de la ciudad de Porto Alegre, capital del estado.
Limita al norte, con Giruá; al sur, con Entre-Ijuís y Vitória das Missões; al este, con  Catuípe; y al oeste, con Guarani das Missões.

## Economía
La economía del municipio se basa en la explotación agropecuaria. Posee un comercio bien estructurado, con innumerables opciones en el sector de prestación de servicios, buenos sitios para el entretenimiento, así como una buena gastronomía y hotelería.
La Fiesta Nacional e Internacional del Maíz (Fenamilho), es una de las más importantes del estado y se realiza cada dos años. Tiene como objetivo divulgar la producción agrícola, industrial y comercial del municipio, pero además cuenta con atracciones artístico-culturales y otros eventos paralelos.

## Medios de comunicación
Los principales medios de comunicación son:
- Jornal A Tribuna Regional;
- Jornal das Missões;
- Jornal O Mensageiro;
- Rádio Santo Ângelo AM;
- Rádio Sepé Tiaraju AM;
- Rádio Nova FM;
- Rádio Novos Horizontes FM;
- Rádio Universitária FM (Radio de la Universidad Regional Integrada do Alto Uruguai e das Missões);
- RBS TV (Repetidora Santa Rosa).

## Educación

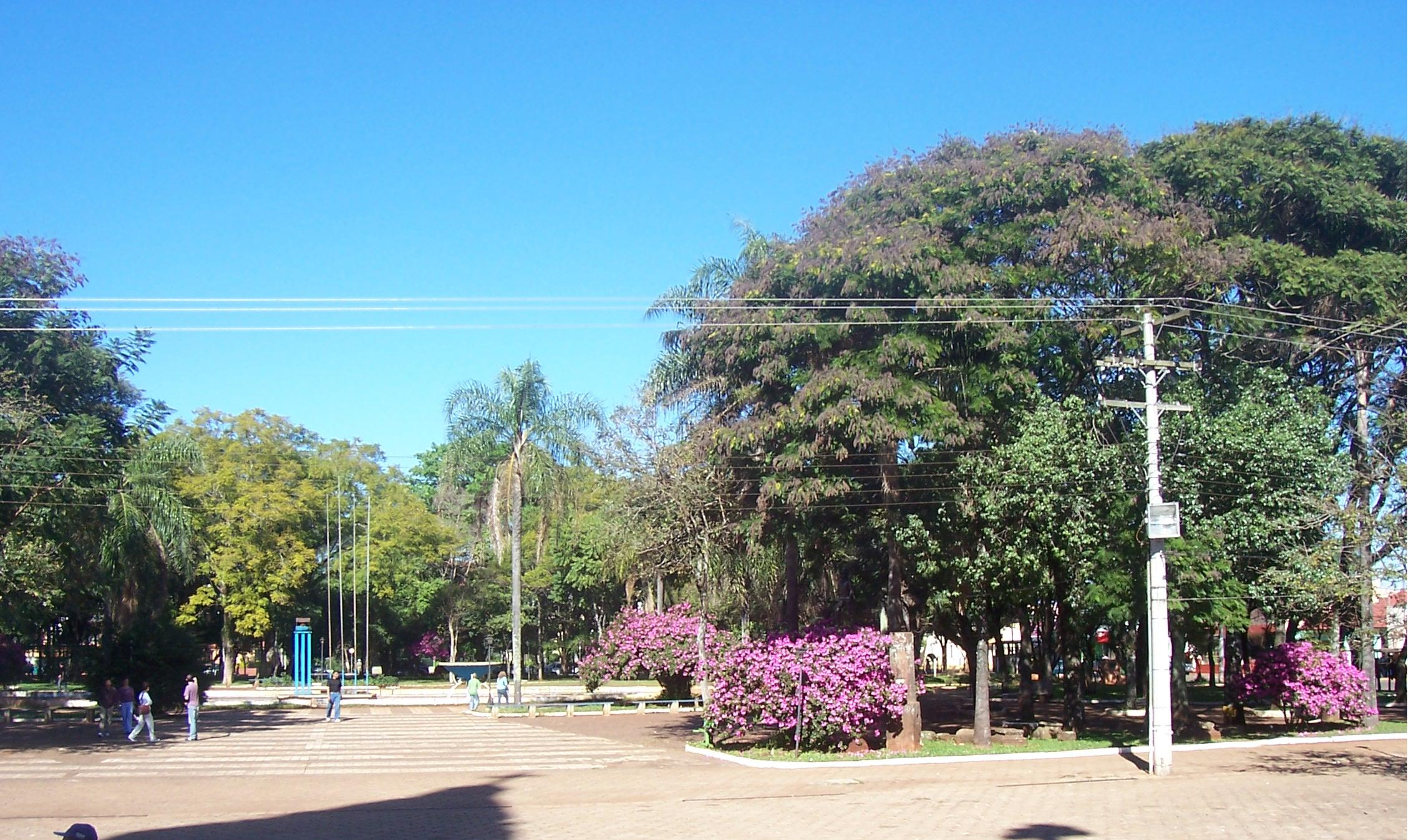
Plaza principal de la ciudad.

Santo Ângelo es reconocido como un polo educacional, principalmente por sus dos instituciones de enseñanza superior, la Universidad Regional Integrada del Alto Uruguay y de las Misiones (URI), campus de Santo Ângelo, y el Instituto Cenecista de Enseñanza Superior de Santo Ângelo (IESA). Estudian aproximadamente 4.000 estudiantes universitarios en Santo Ângelo.

## Transporte
El transporte urbano de colectivos corre a cargo de la empresa Viação Tiaraju.
El Aeropuerto Regional de Santo Ângelo, también conocido como Aeropuerto Sepé Tiaraju, tiene vuelos a la ciudad de Porto Alegre.
Se accede por las carreteras RS-344, que a su vez está comunicada, por medio de la carretera federal BR-392, desde Porto Xavier, en la frontera con Argentina; la RS-472 desde Santa Rosa y la BR-285 desde Entre-Ijuís; esta última la comunica con las demás ciudades del estado y del país.
La red de ferrocarriles es controlada por la empresa América Latina Logística, que realiza el transporte de cargas.

## Personalidades
El general argentino Carlos de Alvear nació en esta ciudad cuando formaba parte de las Misiones Orientales del Virreinato del Río de la Plata (1789).